# Uil van Athene

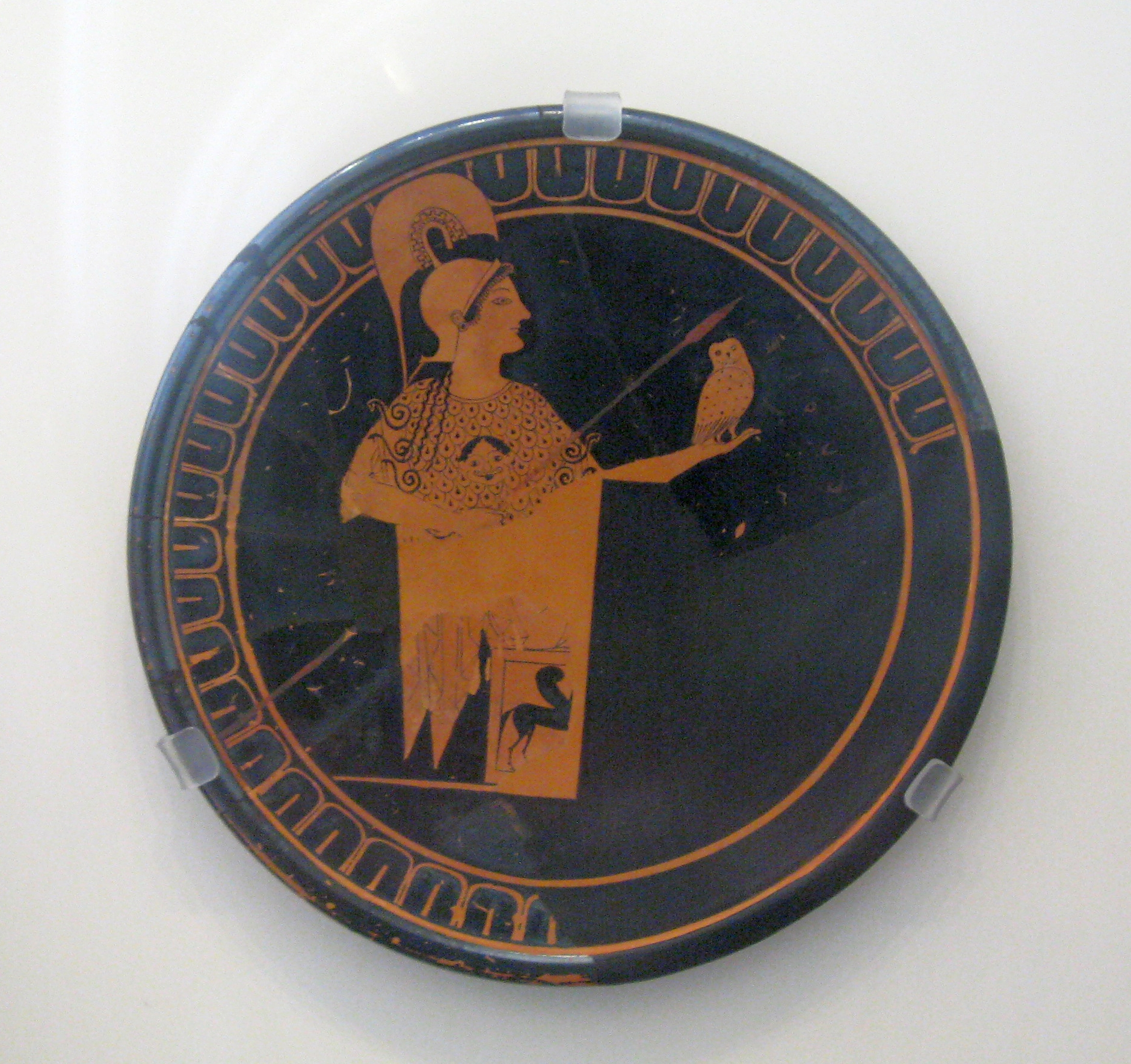
Pallas Athena met helm, speer en de uil op een Griekse schaal (circa 520–510 v.Chr.)

De uil van Athene is een kleine uil die in de Griekse mythologie Pallas Athena, de godin van de wijsheid, vertegenwoordigt of vergezelt. In de Romeinse mythologie is het equivalent de uil van Minerva, Athene's syncretische incarnatie. De uil was in de klassieke oudheid een symbool van kennis, wijsheid en scherpzinnigheid.

## Oorsprong
De reden waarom de uil werd geassocieerd met Pallas Athena of met de wijsheid is onbekend. Mogelijk heeft Pallas Athena haar oorsprong in de paleisgodin uit de Minoïsche beschaving, die vaak werd geassocieerd met vogels. Volgens de archeologe Marija Gimbutas gingen de wortels van Pallas Athene nog verder terug en stamde zij af van een Europese vogel- en slanggodin uit de kopertijd. Enkele mythologen denken dat de oorsprong recenter was en vinden een mogelijke aanwijzing in de legenden over de oorsprong van de stad Athene, waar Pallas Athena de beschermgodin van was. Deze legenden gewagen namelijk van veel steenuilen in die regio. Weer anderen opperden dat de Grieken de uil mogelijk associeerden met een alziende wijsheid, daar de uil uitstekend in het donker kan zien.

## In de Griekse cultuur

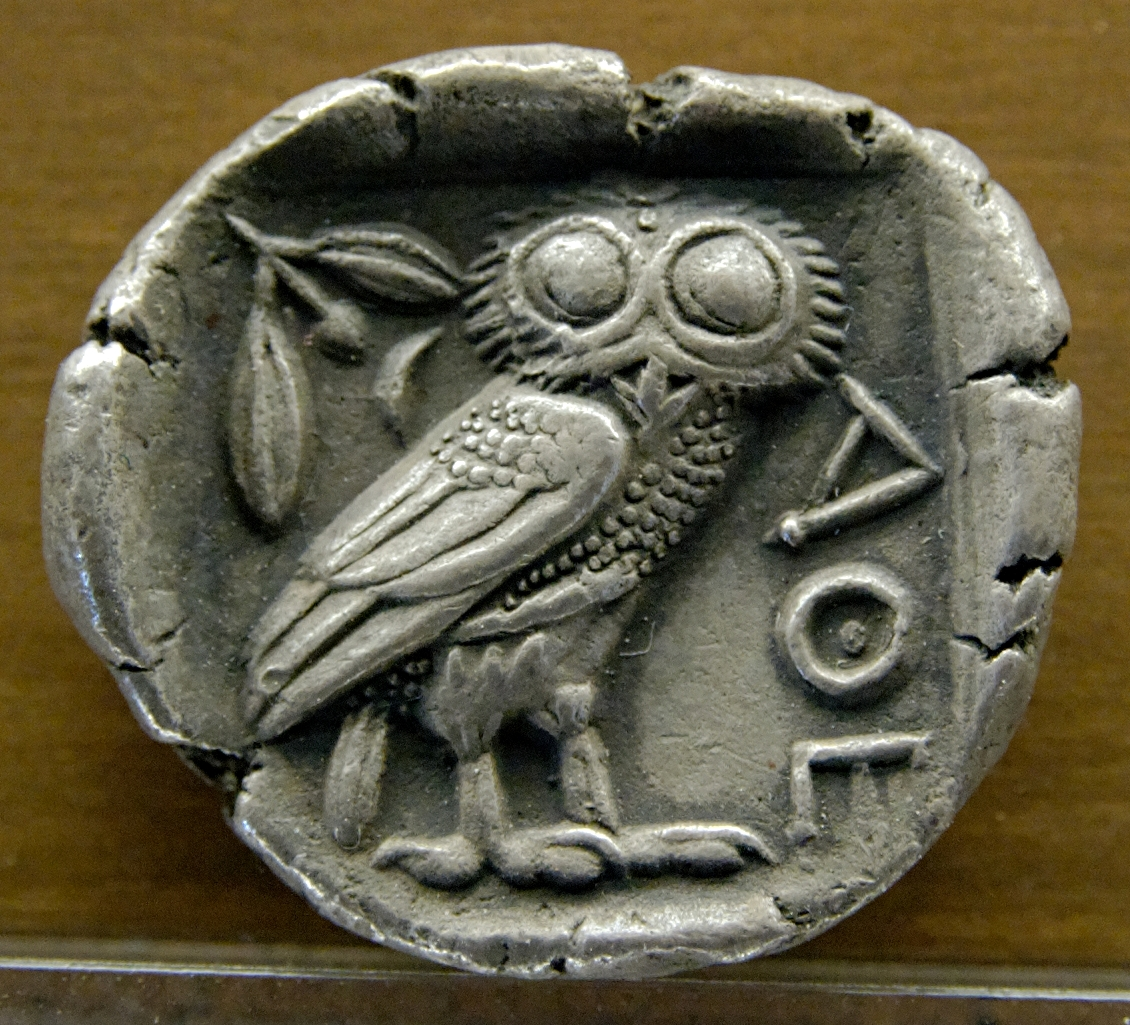
Zilveren tetradrachme met een afbeelding van de uil van Athene (circa 480–420 v.Chr.)

Athene's uil werd in Athene meestal afgebeeld als een steenuil (Athene noctua); het uilengeslacht Athene dankt hieraan zijn naam. Afbeeldingen van de uil werden gebruikt op vazen, schalen, amforas en andere kunstvoorwerpen. Vanaf 510 v.Chr. verscheen de uil op de voorzijde van de Atheense geldstukken. De tetradrachme werd door de Grieken na verloop van tijd een glaux (γλαύξ) genoemd, het Griekse woord voor 'uil'. De munten waren voorzien van de inscriptie 'ΑΘΕ', een afkorting voor 'ΑΘΗΝΑΙΩΝ', wat vertaald kan worden met 'van de Atheners'. Later werd dit opschrift ook gebruikt op andere afbeeldingen van Athene's uil.
Ook buiten de stad Athene werd de uil met de godin geassocieerd. Volgens Plutarchus' biografie van Themistocles vlogen gedurende de Slag bij Salamis in 480 v.Chr. uilen tussen de ranken van het Griekse leger, wat werd gezien als een bewijs van de zegen van Pallas Athena. Hetzelfde gebeurde naar verluidt in 310 v.Chr., tijdens de succesvolle campagne van Agathocles van Syracuse tegen de Carthagers.

## In de Romeinse cultuur

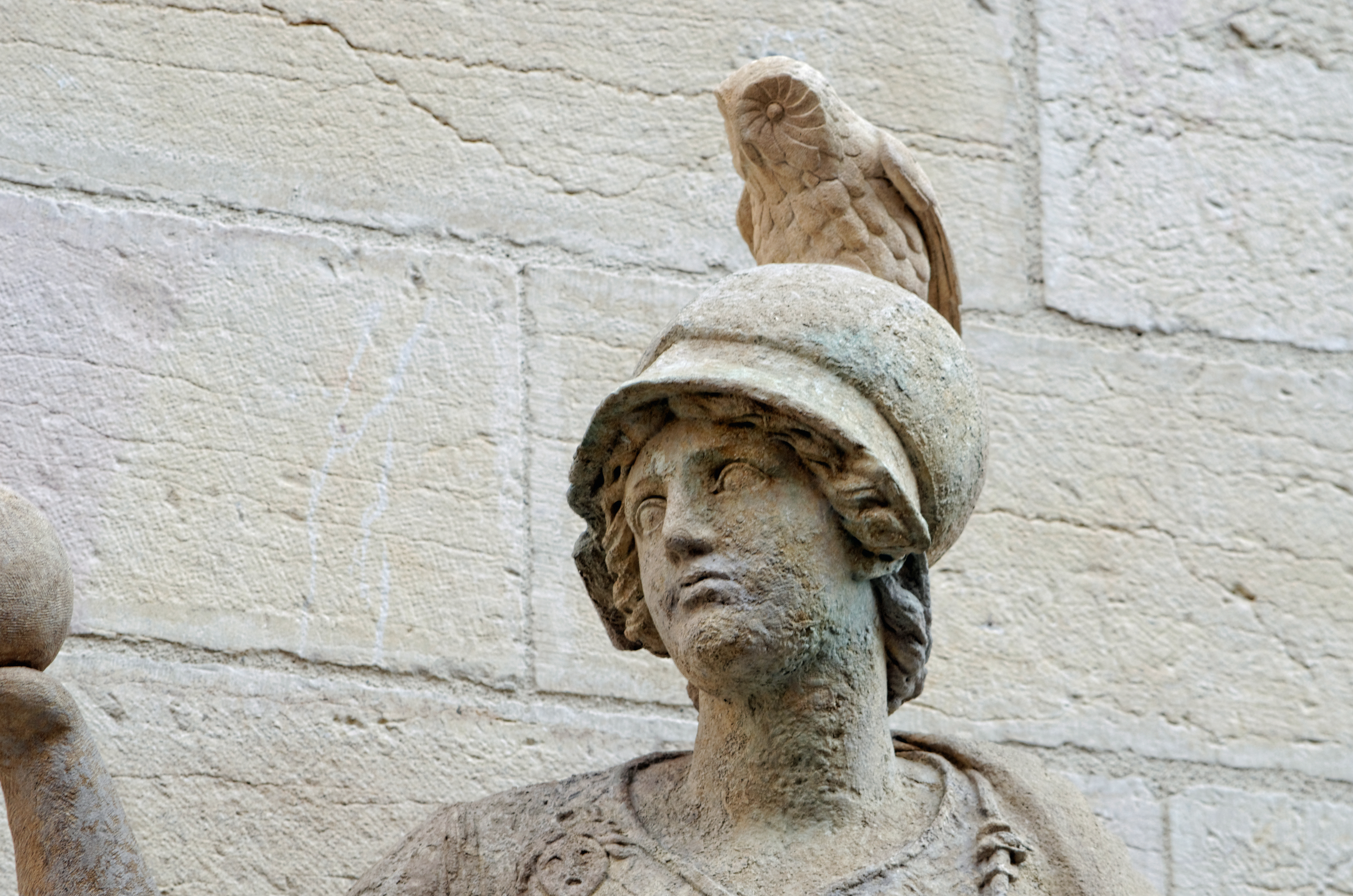
Standbeeld van Minerva en haar uil te Dijon

In de Romeinse mythologie werd Minerva, Pallas Athena's incarnatie, ook vaak vergezeld door de uil. In sommige mythologieën was de uil geen vertegenwoordiger, maar louter een favoriet dier van de godin. In Ovidius’ Metamorphosen bijvoorbeeld klaagt Cornix de kraai dat hij rechtmatig de favoriet van Minerva zou moeten zijn in plaats van de uil, die volgens het verhaal een gereïncarneerde dochter van koning Epopeus bleek te zijn.

## Latere referenties

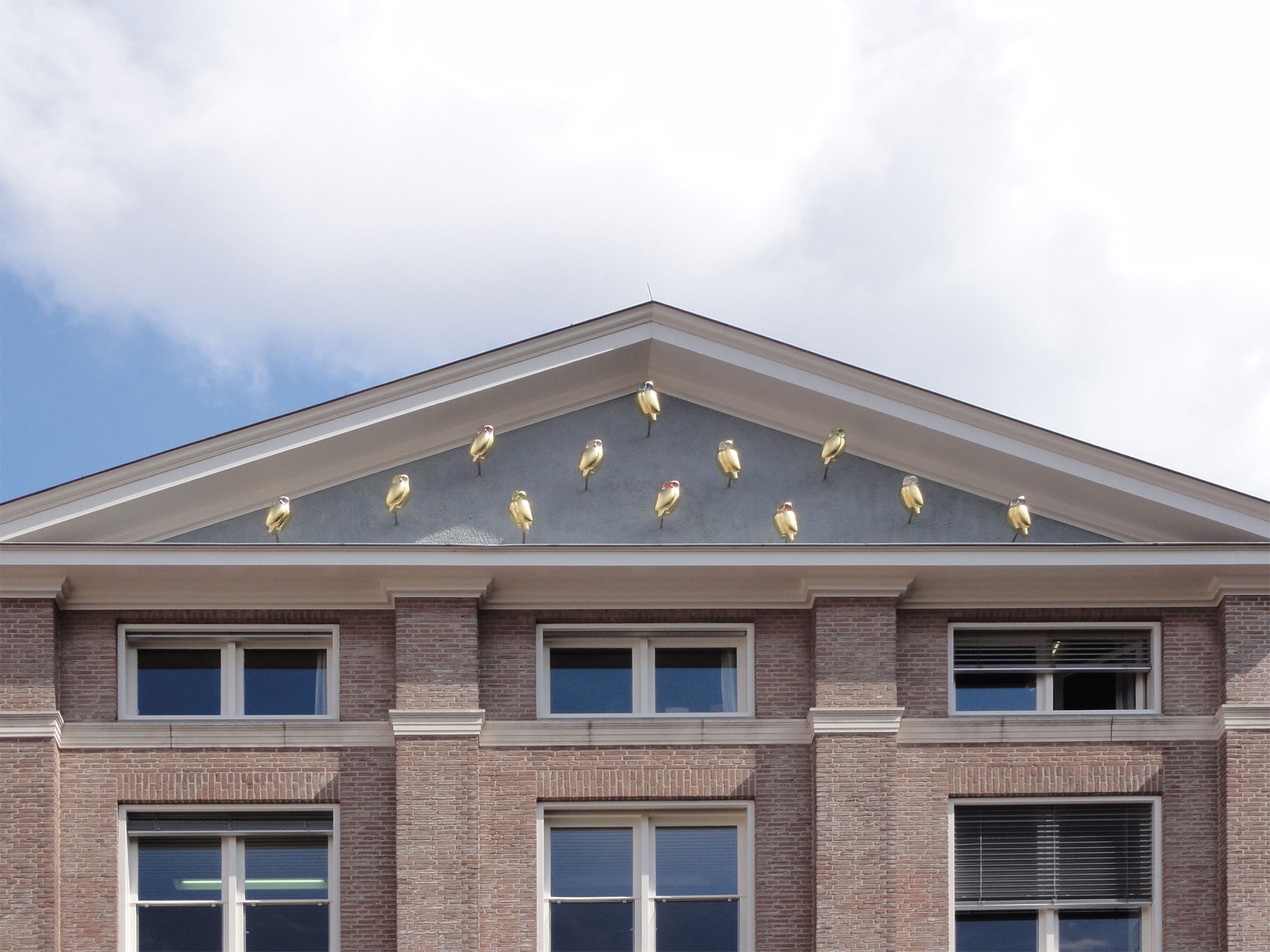
Twaalf gouden uilen van Pallas Athena op de Harmonie in Groningen

Ook later bleef de uil in de westerse culturen een symbool voor wijsheid, zoals bijvoorbeeld blijkt uit de afgebeelde uilen op boekenleggers en boekensteunen. De 19e-eeuwse filosoof Georg Wilhelm Friedrich Hegel gebruikte de uil van Minerva als een filosofische metafoor:

Die Eule der Minerva beginnt erst mit der einbrechenden Dämmerung ihren Flug.(De uil van Minerva begint pas bij het aanbreken van de avondschemering haar vlucht.)
— Georg Wilhelm Friedrich Hegel

Hiermee benadrukte Hegel dat men pas echt inzichtelijke kennis van een gebeurtenis kan krijgen wanneer het geschiedenis is geworden.
In de populaire cultuur zijn soortgelijke referenties te vinden. 
- In Mervyn Peake's Gormenghast-trilogie gelooft de boekenverslindende graaf Sepulchrijn Grauw na een zenuwinzinking dat hij een uil is geworden.
- In 2005 werd, in het kader van het kunstproject Kennisjaren 1994-2014 van de Rijksuniversiteit Groningen, het kunstwerk De twaalf gouden uilen van Pallas Athena van Wia van Dijk geplaatst op de timpaan van De Harmonie in Groningen.[8]
- De metafoor van Hegel werd door de Nederlandse politicus Thierry Baudet op 20 maart 2019 aangehaald in een toespraak na de verkiezingswinst van zijn partij Forum voor Democratie bij de Provinciale Statenverkiezingen 2019: "De Uil van Minerva spreidt zijn vleugels bij het vallen van de avond".[9]